# Gare d'Appelterre
La gare d'Appelterre est une gare ferroviaire belge de la ligne 90, de Denderleeuw à Jurbise, située à Appelterre section de la ville de Ninove, dans la province de Flandre-Orientale en région flamande.
C'est une halte voyageurs de la Société nationale des chemins de fer belges (SNCB) desservie par des trains Suburbains (S) et Heure de pointe (P).

## Situation ferroviaire
Établie à 17 m d'altitude, la gare d'Appelterre est située au point kilométrique (PK) 12,000 de la ligne 90, de Denderleeuw à Jurbise, entre les gares d'Eichem et d'Zandbergen.

## Service des voyageurs

### Accueil
Halte SNCB, c'est un point d'arrêt non géré (PANG) à accès libre.
La traversée des voies et le passage d'un quai à l'autre s'effectuent par le passage à niveau routier.

### Desserte
Appelterre est desservie par des trains Suburbains (S) et Heure de pointe (P) de la SNCB, qui effectuent des missions sur la ligne commerciale 90 (voir brochures SNCB,).
En semaine, la desserte est constituée de trains S6 circulant entre Alost et Schaerbeek, via Denderleeuw, Grammont et Hal, renforcés par :
- des trains P entre Grammont et Gand-Saint-Pierre via Denderleeuw (trois le matin, deux dans l’autre sens l’après-midi) ;
- des trains P ou S6 supplémentaires entre Grammont et Denderleeuw (cinq le matin, quatre dans l’autre sens l’après-midi) ;
- un train S6 supplémentaire entre Denderleeuw et Grammont (le matin, retour l’après-midi) ;
- un train P entre Grammont et Denderleeuw (vers midi).

Les week-ends et jours fériés, la desserte est constituée de trains S6 roulant entre Denderleeuw et Schaerbeek via Grammont.

### Intermodalité
Un parc pour les vélos y est aménagé. Le stationnement des véhicules est possible à proximité.

## Comptage voyageurs
Ce graphique et tableau montre le nombre de voyageurs embarquant en moyenne durant la semaine, le samedi et le dimanche.
| Nombre de passagers qui embarquent à la gare d'Appelterre | Nombre de passagers qui embarquent à la gare d'Appelterre | Nombre de passagers qui embarquent à la gare d'Appelterre | Nombre de passagers qui embarquent à la gare d'Appelterre |
|                                                           | Semaine                                                   | Samedi                                                    | Dimanche                                                  |
| --------------------------------------------------------- | --------------------------------------------------------- | --------------------------------------------------------- | --------------------------------------------------------- |
| 1977                                                      | 385                                                       | 67                                                        | 41                                                        |
| 1978                                                      | 558                                                       | 62                                                        | 37                                                        |
| 1979                                                      | 554                                                       | 61                                                        | 37                                                        |
| 1980                                                      | 585                                                       | 67                                                        | 45                                                        |
| 1981                                                      | 541                                                       | 74                                                        | 28                                                        |
| 1982                                                      | 582                                                       | 59                                                        | 31                                                        |
| 1983                                                      | 550                                                       | 69                                                        | 48                                                        |
| 1984                                                      | 580                                                       | 67                                                        | 47                                                        |
| 1985                                                      | 678                                                       | 97                                                        | 70                                                        |
| 1986                                                      | 572                                                       | 76                                                        | 53                                                        |
| 1987                                                      | 626                                                       | 62                                                        | 48                                                        |
| 1988                                                      | 656                                                       | 81                                                        | 66                                                        |
| 1989                                                      | 583                                                       | 73                                                        | 61                                                        |
| 1990                                                      | 592                                                       | 67                                                        | 58                                                        |
| 1991                                                      | 588                                                       | 66                                                        | 60                                                        |
| 1992                                                      | 588                                                       | 76                                                        | 58                                                        |
| 1993                                                      | 593                                                       | 61                                                        | 51                                                        |
| 1994                                                      | 595                                                       | 58                                                        | 46                                                        |
| 1995                                                      | 561                                                       | 59                                                        | 45                                                        |
| 1996                                                      | 580                                                       | 53                                                        | 39                                                        |
| 1997                                                      | 546                                                       | 63                                                        | 57                                                        |
| 1998                                                      | 543                                                       | 58                                                        | 45                                                        |
| 1999                                                      | 204                                                       | 57                                                        | 27                                                        |
| 2000                                                      | 264                                                       | 60                                                        | 42                                                        |
| 2001                                                      | 232                                                       | 36                                                        | 28                                                        |
| 2002                                                      | 236                                                       | 44                                                        | 45                                                        |
| 2003                                                      | 243                                                       | 63                                                        | 46                                                        |
| 2004                                                      | 253                                                       | 44                                                        | 40                                                        |
| 2005                                                      | 217                                                       | 52                                                        | 44                                                        |
| 2006                                                      | 250                                                       | 43                                                        | 34                                                        |
| 2007                                                      | 220                                                       | 63                                                        | 36                                                        |
| 2008                                                      | -                                                         | -                                                         | -                                                         |
| 2009                                                      | 194                                                       | 63                                                        | 51                                                        |
| 2010                                                      | -                                                         | -                                                         | -                                                         |
| 2011                                                      | -                                                         | -                                                         | -                                                         |
| 2012                                                      | 230                                                       | 50                                                        | 52                                                        |
| 2013                                                      | 264                                                       | 55                                                        | 40                                                        |
| 2014                                                      | 265                                                       | 19                                                        | 19                                                        |
| 2015                                                      | 205                                                       | 43                                                        | 33                                                        |
| 2016                                                      | 242                                                       | 35                                                        | 28                                                        |
| 2017                                                      | 223                                                       | 57                                                        | 38                                                        |
| 2018                                                      | 228                                                       | 52                                                        | 48                                                        |
| 2019                                                      | 213                                                       | 60                                                        | 54                                                        |
| 2020                                                      | 187                                                       | 48                                                        | 46                                                        |
| 2021                                                      | -                                                         | -                                                         | -                                                         |
| 2022                                                      | 282                                                       | 67                                                        | 81                                                        |
| 2023                                                      | 310                                                       | 57                                                        | 64                                                        |
| 2024                                                      | 274                                                       | 63                                                        | 68                                                        |

## Patrimoine ferroviaire
Un bâtiment de plan type 1893 a été bâti à Appleterre. Ce bâtiment a un aspect fortement dépouillé, sans ornements, avec des linteaux de pierre surmontés d'arcs de décharge.
Après sa fermeture, le bâtiment, qui tombait en ruine dans les années 2000, fut rénové vers 2019 pour être réaffecté en logements.

## Galerie de photographies

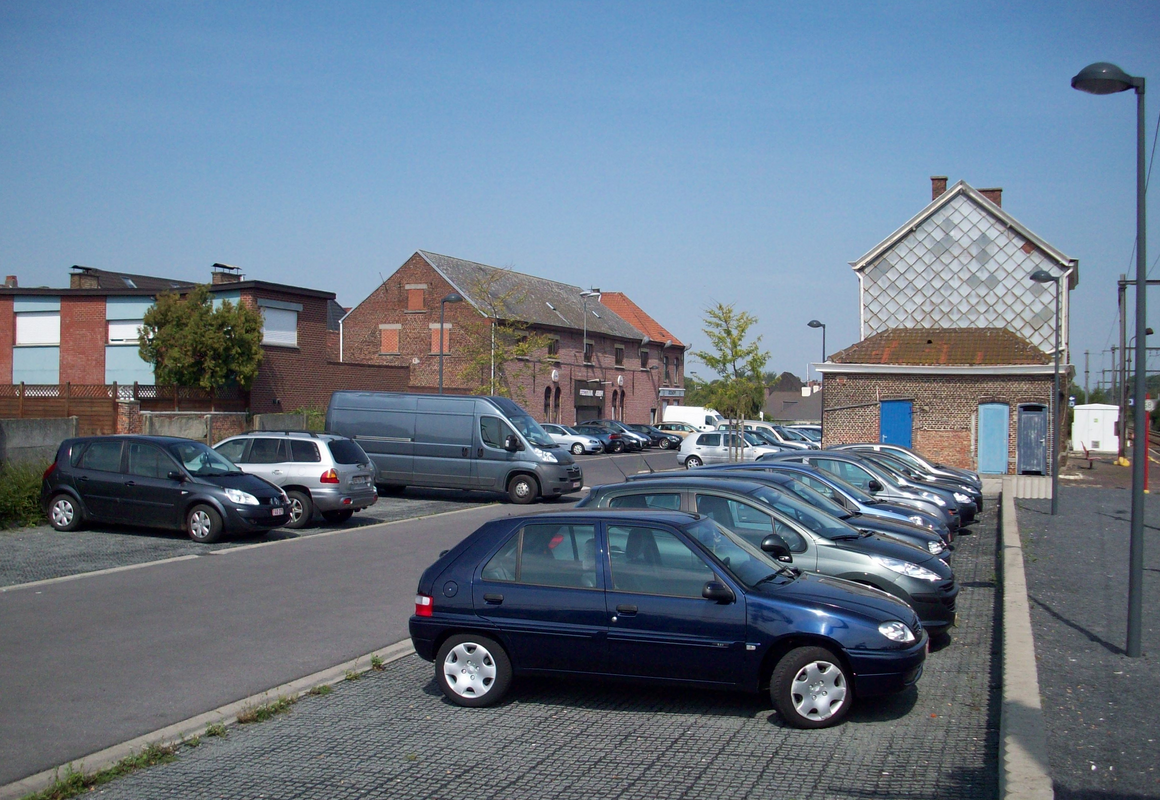
Place de la station.
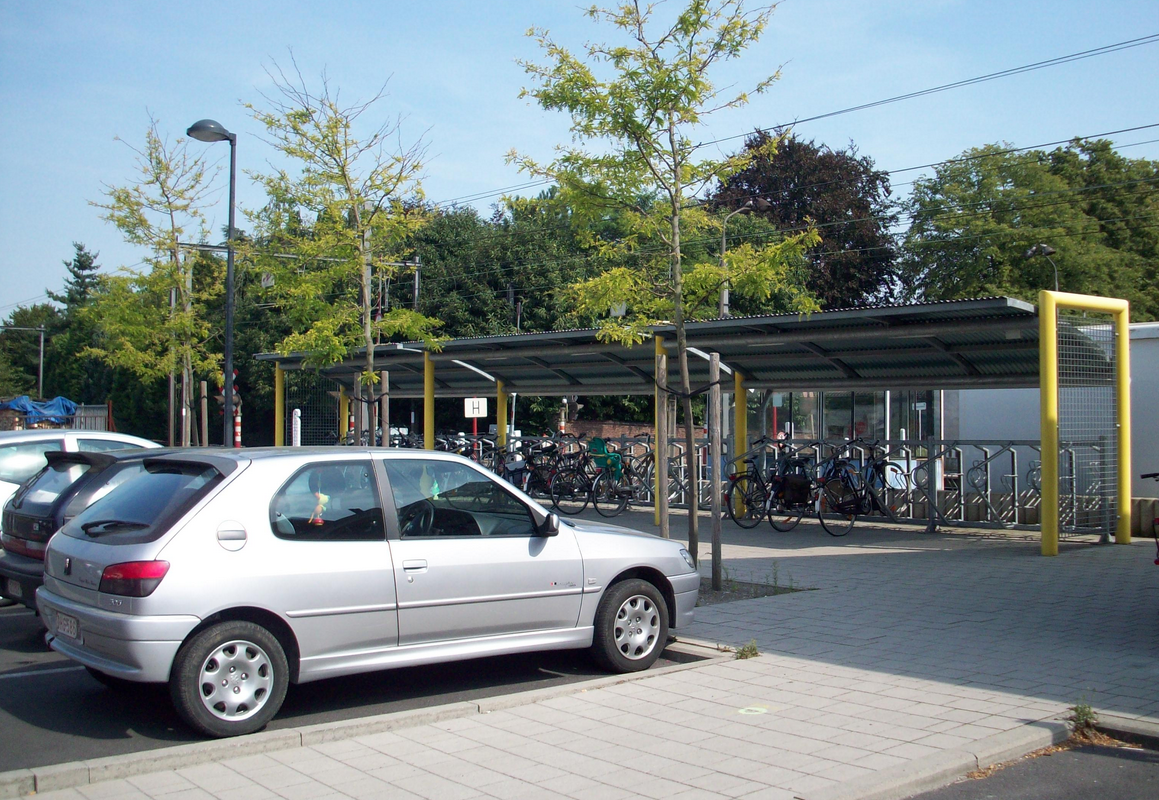
Parking et parc à vélos.
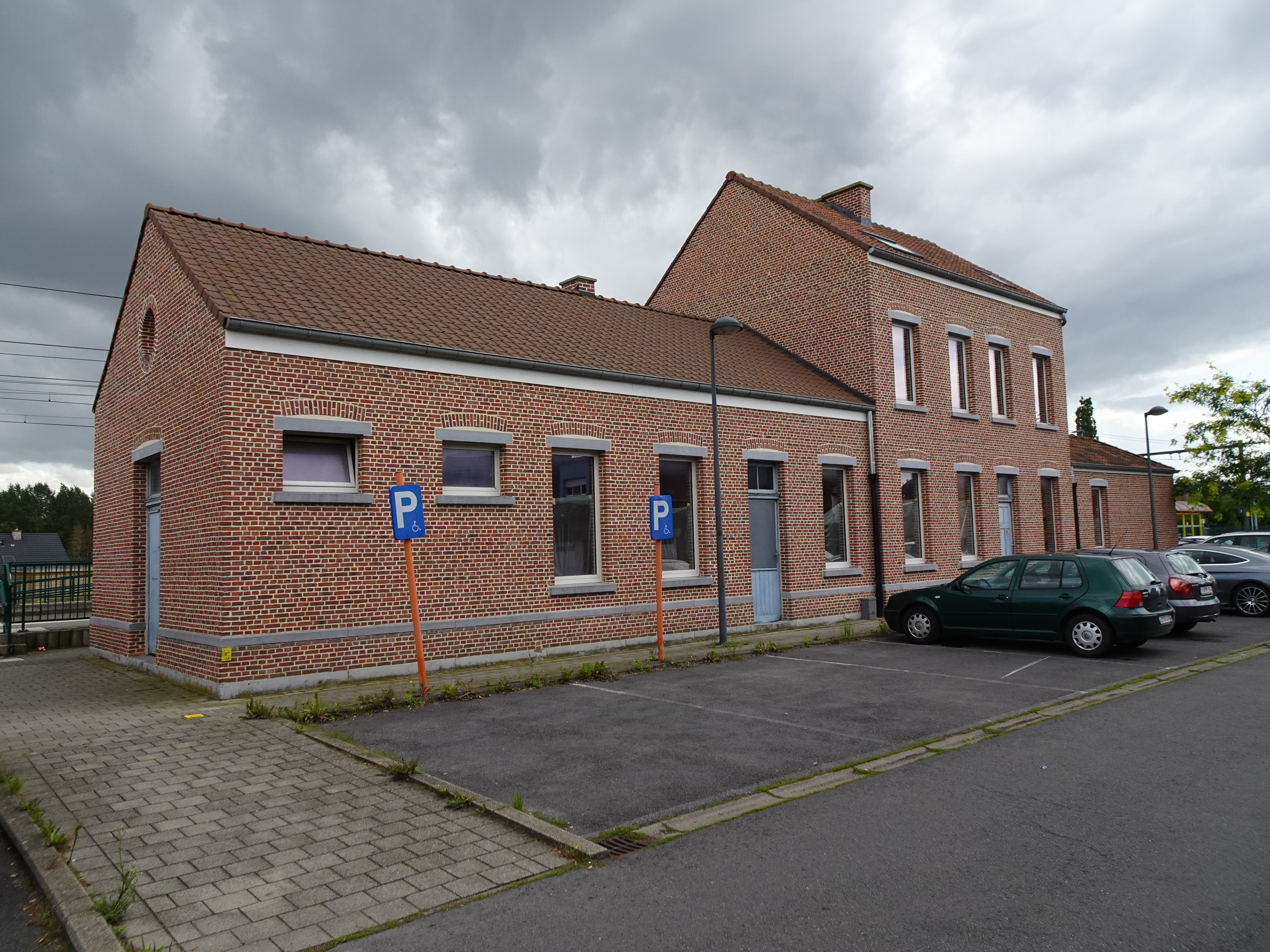
Bâtiment de la gare en 2019.
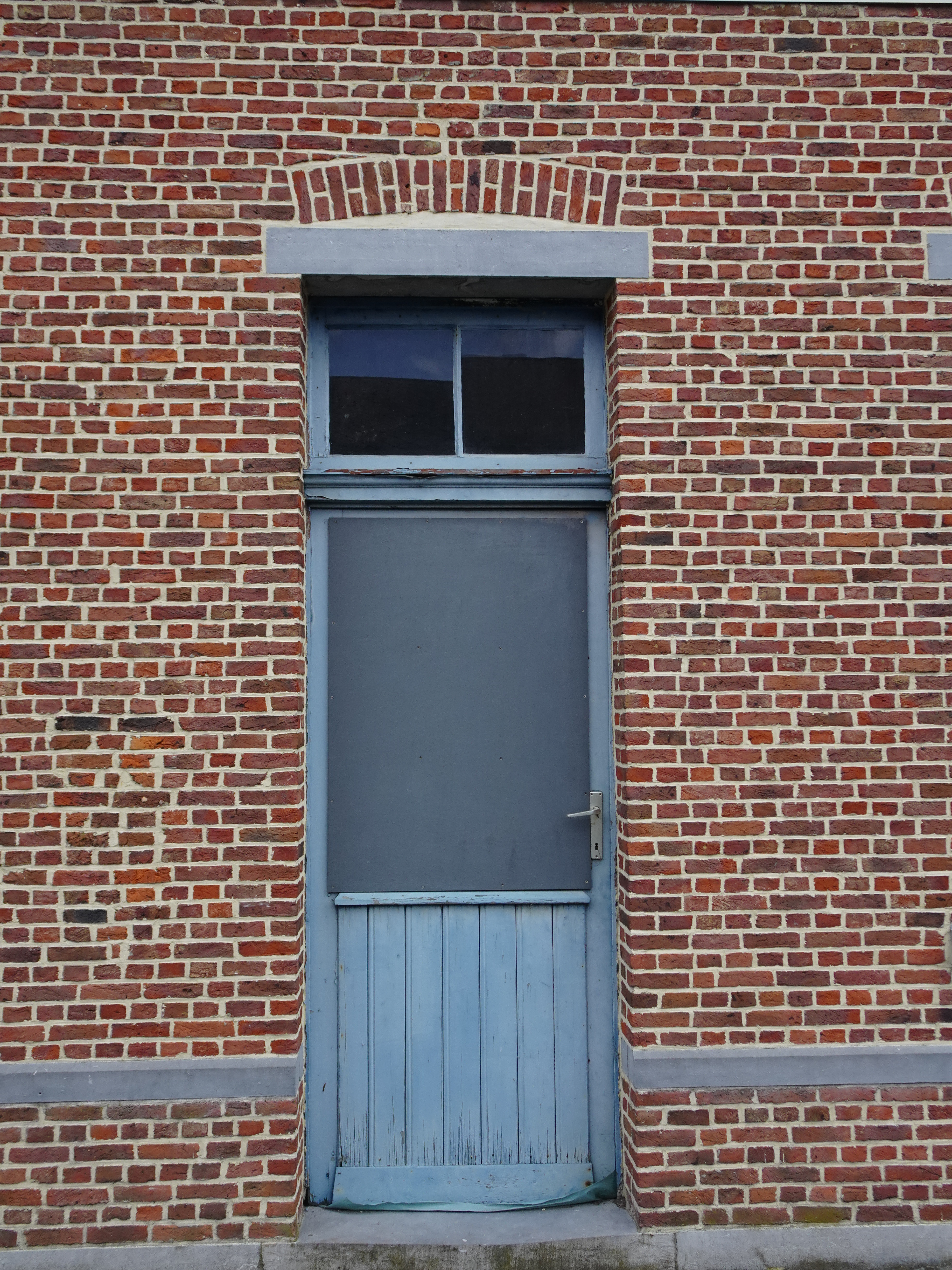
Détail.
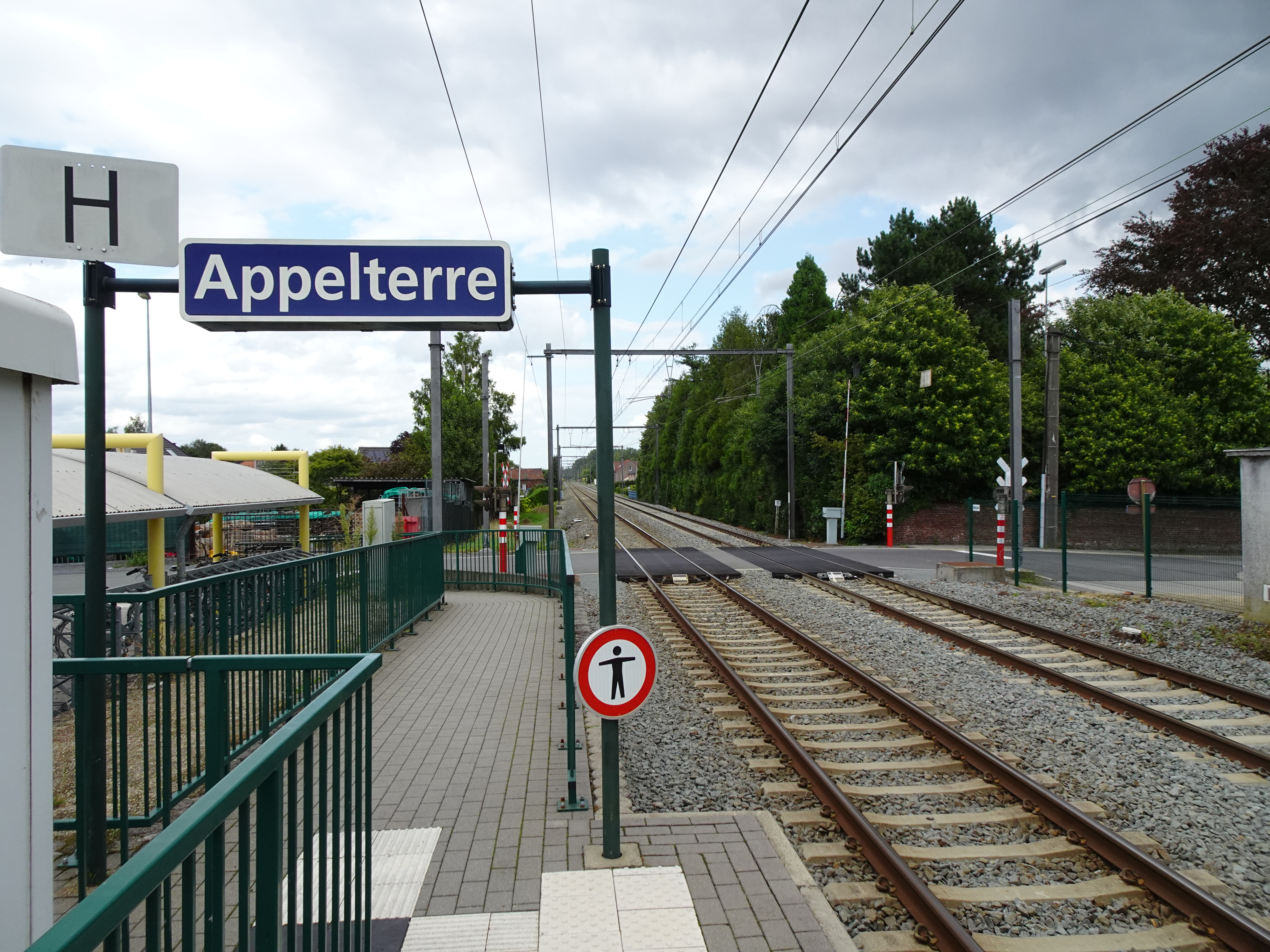
Panneau de quai.